# Корольово (Голишмановський міський округ)
Корольо́во (рос. Королёво) — село у складі Голишмановського міського округу Тюменської області, Росія.
Населення — 441 особа (2010, 487 у 2002).
Національний склад станом на 2002 рік:
- росіяни — 92 %